# Dendrobium gatiense
Dendrobium gatiense är en orkidéart som beskrevs av Rudolf Schlechter. Dendrobium gatiense ingår i släktet Dendrobium, och familjen orkidéer. Inga underarter finns listade i Catalogue of Life.